# Villar del Pedroso
Villar del Pedroso è un comune spagnolo di 847 abitanti situato nella comunità autonoma dell'Estremadura.